# Науково-виробниче об'єднання
Науково-виробниче об'єднання (акр. НВО) — організація будь організаційно-правової форми, яка проводить наукові дослідження і розробки разом з їх освоєнням у виробництві та випуском продукції. Як правило, до структури НВО входять науково-дослідні, проєктно-конструкторські, технологічні організації, дослідні виробництва та промислові підприємства. 

## Історія
У СРСР НВО вперше з'явилися наприкінці 1960-х рр., після того, як 24 вересня 1968 року був схвалений радянський указ про реформування науково-дослідних та конструкторських організацій. Створення НВО мало на меті подолати технологічний розрив між конструкторськими бюро та виробничими підприємствами, оскільки нові конструкції часто розроблялись без урахування технічних можливостей виробничих потужностей, що призвело до тривалих затримок між початком розробки та серійним виробництвом. До 1980 року в СРСР було 250 НВО.
НВО в Україні мають самостійний баланс і статус юридичної особи. Правове регулювання діяльності НВО здійснюється на основі Цивільного кодексу України, Законів «Про підприємництво», «Про підприємства в Україні», «Про господарські товариства» (всі — 1991), «Про наукову і науково-технічну діяльність» (1998, зі змінами і доп. 2000), ін. нормативно-правових актів.